# Anhelinivka, Rozdilna
Anhelinivka (în ucraineană Ангелінівка) este un sat în comuna Stepanivka din raionul Rozdilna, regiunea Odesa, Ucraina.

## Demografie
Componența lingvistică a localității Anhelinivka
     Ucraineană (88,13%)
     Rusă (8,27%)
     Română (2,52%)
Conform recensământului din 2001, majoritatea populației localității Anhelinivka era vorbitoare de ucraineană (88,13%), existând în minoritate și vorbitori de rusă (8,27%) și română (2,52%).